# フェリックス・カラスコ
フェリックス・ブラディミール・カラスコ（Felix Bladimir Carrasco, 1987年2月14日 - ）は、ドミニカ共和国出身のプロ野球選手（内野手）。

## 経歴
2006年にサンディエゴ・パドレスに入団。
2008年は、A級フォートウェイン・ウィザーズで117試合に出場し、打率.237、16本、64打点の成績を残した。
2009年は、A+級レイクエルシノア・ストームで115試合に出場し、打率.252、9本、69打点の成績を残した。
2010年2月4日にリリースされた。その後はドミニカウィンターリーグ（LIDOM）のレオネス・デル・エスコヒードでプレー。
2010年12月20日、中日ドラゴンズが獲得を発表し、ジョエル・グスマンと共に入団。
2011年は7月7日に一軍に昇格すると、同日の対阪神戦で初出場。しかし、3試合に出場したのみで、4打席全てで三振を喫するなど全く良いところがなく、約1週間後の7月15日に二軍に降格。以降一軍に上がることなく、9月28日に自由契約となったことが発表され、10月4日に自由契約公示された。
二軍でも.145という低打率にあえぎ、本塁打・打点に至っては0、打数の半分近くが三振（55打数25三振）で三振率2.2という成績であった。
退団後はいずれのプロリーグにも所属していないが、2014年にメキシコで開催された中央アメリカ・カリブ海競技大会の野球ドミニカ代表に選出され、銅メダルを獲得している。

## 詳細情報

### 年度別打撃成績
| 年 度    | 球 団    | 試 合 | 打 席 | 打 数 | 得 点 | 安 打 | 二 塁 打 | 三 塁 打 | 本 塁 打 | 塁 打 | 打 点 | 盗 塁 | 盗 塁 死 | 犠 打 | 犠 飛 | 四 球 | 敬 遠 | 死 球 | 三 振 | 併 殺 打 | 打 率 | 出 塁 率 | 長 打 率 | O P S |
| -------- | -------- | ----- | ----- | ----- | ----- | ----- | -------- | -------- | -------- | ----- | ----- | ----- | -------- | ----- | ----- | ----- | ----- | ----- | ----- | -------- | ----- | -------- | -------- | ----- |
| 2011     | 中日     | 3     | 4     | 4     | 0     | 0     | 0        | 0        | 0        | 0     | 0     | 0     | 0        | 0     | 0     | 0     | 0     | 0     | 4     | 0        | .000  | .000     | .000     | .000  |
| NPB：1年 | NPB：1年 | 3     | 4     | 4     | 0     | 0     | 0        | 0        | 0        | 0     | 0     | 0     | 0        | 0     | 0     | 0     | 0     | 0     | 4     | 0        | .000  | .000     | .000     | .000  |

### 年度別守備成績
| 年 度 | 球 団 | 一塁手 | 一塁手 | 一塁手 | 一塁手 | 一塁手 | 一塁手   |
| 年 度 | 球 団 | 試 合  | 刺 殺  | 補 殺  | 失 策  | 併 殺  | 守 備 率 |
| ----- | ----- | ------ | ------ | ------ | ------ | ------ | -------- |
| 2011  | 中日  | 1      | 1      | 0      | 0      | 0      | 1.000    |
| 通算  | 通算  | 1      | 1      | 0      | 0      | 0      | 1.000    |

### 記録
NPB
- 初出場：2011年7月7日、対阪神タイガース9回戦 （ナゴヤドーム）、11回裏に鈴木義広の代打として出場
- 初打席：同上、榎田大樹から空振り三振

### 背番号
- 48 （2011年）